# Montlivault
Montlivault – miejscowość i gmina we Francji, w Regionie Centralnym, w departamencie Loir-et-Cher.
Według danych na rok 1990 gminę zamieszkiwało 1257 osób, a gęstość zaludnienia wynosiła 117 osób/km² (wśród 1842 gmin Regionu Centralnego Montlivault plasuje się na 313. miejscu pod względem liczby ludności, natomiast pod względem powierzchni na miejscu 1111.).